# 什利亞霍瓦
48°29′41″N 29°51′38″E / 48.49472°N 29.86056°E
什利亞霍瓦（烏克蘭語：Шляхова），是烏克蘭的村落，位於該國西南部文尼察州，由海辛區負責管轄，始建於1640年，面積36.89平方公里，海拔高度191米，2001年人口1,995，人口密度每平方公里54.08人。